# Davenport (Nebraska)
Davenport je selo u američkoj saveznoj državi Nebraska. Prema popisu stanovništva iz 2010. u njemu je živjelo 294 stanovnika.